# Cabrera Nunatak
Cabrera Nunatak är en nunatak i Antarktis. Den ligger i Västantarktis. Inget land gör anspråk på området. Toppen på Cabrera Nunatak är 2 072 meter över havet, eller 73 meter över den omgivande terrängen. Bredden vid basen är 1,7 km.
Terrängen runt Cabrera Nunatak är platt söderut, men norrut är den kuperad. Trakten är obefolkad. Det finns inga samhällen i närheten.